# Calviñá
Calviñá (en catalán Calbinyà) es una localidad perteneciente al municipio de Valles del Valira, en la provincia de Lérida, comunidad autónoma de Cataluña, España. En 2019 contaba con 63 habitantes.